# カドマス・M・ウィルコックス
カドマス・マーセラス・ウィルコックス（英:Cadmus Marcellus Wilcox、1824年5月20日-1890年12月2日）は、アメリカ陸軍の職業軍人であり、米墨戦争に参戦し、南北戦争では南軍の将軍になった。

## 初期の経歴
ウィルコックスはノースカロライナ州ウェイン郡で生まれた。兄の1人がジョン・アレン・ウィルコックスであり、後にテキサス州選出の第1回アメリカ連合国議会議員を務めた。カドマス・ウィルコックスがまだ2歳のときに、家族はテネシー州ティプトンに移転した。テネシー州で成長し教育を受け、カンバーランド大学で学んだ後、メンフィス地区からウェストポイントの陸軍士官学校入学を指名された。1846年に同期59人中54番目の成績で卒業し、7月1日に第4アメリカ歩兵連隊の名誉少尉に任官された。ウェストポイントでの同期中には後に南北戦争で将軍となったジョージ・マクレランやストーンウォール・ジャクソンがいた。
この頃米墨戦争が始まっており、ウィルコックスは1847年にモンテレイで第4アメリカ歩兵連隊に合流した。ジョン・A・クィットマン少将の側近に指名されベラクルス包囲戦やセルロ・ゴードの戦いでは副官として働いた。チャパルテペクの戦い、ベレンゲイトでの作戦およびメキシコシティの戦いでの勇敢な行動に対して、9月13日に中尉への名誉昇進を果たした。
メキシコでの戦争が終わった後、1851年8月24日に正式に中尉に昇進した。1852年秋、ウェストポイントに戻り軍事戦術の教官補を勤めるよう命令を受け、これを1857年夏まで続けた。この時健康を害していたので、賜暇で12ヶ月間ヨーロッパに渡った。ウェストポイントに戻った後、ライフル銃とその発砲についてマニュアルを出版し、これがその教科の標準教科書になった。ウィルコックスはオーストリア軍で実行されている歩兵展開に関する著作を翻訳し出版もした。
1860年にニューメキシコ準州での任務を命令され、12月20日に第4歩兵連隊の大尉に昇進した。

## 南北戦争での従軍
ニューメキシコ準州で勤務していた1861年6月、ウィルコックスはテネシー州がアメリカ合衆国から脱退したことを知った。アメリカ陸軍からの退役を申し出た（6月8日に承認）後、バージニア州リッチモンドに赴き、そこで3月16日付けで南軍砲兵隊の大尉に任官された。後に大佐に昇進し、7月9日には第9アラバマ歩兵連隊の指揮官を任された。
ウィルコックスはその連隊と共に7月16日にジョセフ・ジョンストン准将のシェナンドー軍に合流し、P・G・T・ボーリガード准将のポトマック軍を支援するために、マナサスに行軍した。これは7月21日に第一次ブルランの戦いが行われる直前だった。
10月21日に准将に昇進し、第3アラバマ、第1ミシシッピおよび第1バージニア各歩兵連隊と砲兵1個大隊からなる1個旅団の指揮官となった。この旅団は北バージニア軍第1軍団のジェイムズ・ロングストリート少将が指揮する師団に割り付けられた。1862年の半島方面作戦では5月5日のウィリアムズバーグの戦いで目立った働きをした。
セブンパインズの戦いでは、ウィルコックスが2個旅団を指揮し、6月27日、七日間の戦いでのゲインズミルの戦いでは3個旅団、彼自身の旅団にフェザーストンとプライアーの旅団を合わせて指揮した。6月30日のグレンデイルの戦いではウィルコックス指揮下の連隊指揮官が全て戦死し、ウィルコックス自身もその衣服を貫通する銃弾を6発も受けたが何とか負傷は免れた。七日間の戦いにおけるウィルコックス旅団の損失はロングストリート師団の他のどの旅団よりも大きかった。その後北バージニア方面作戦、メリーランド方面作戦さらには12月のフレデリックスバーグの戦いでウィルコックスの旅団は重要な戦闘に参加することは無かった。
1863年5月のチャンセラーズヴィルの戦いではリチャード・H・アンダーソン少将師団の一部として、北軍第6軍団がフレデリックスバーグから西に進軍するのを遅延させ、さらにセーラム教会の戦いで遅らせた。この戦闘直後の5月30日、ウィルコック旅団はアンダーソン師団共々、新しく結成されたA・P・ヒル中将の第3軍団に組み入れられた。

### ゲティスバーグ

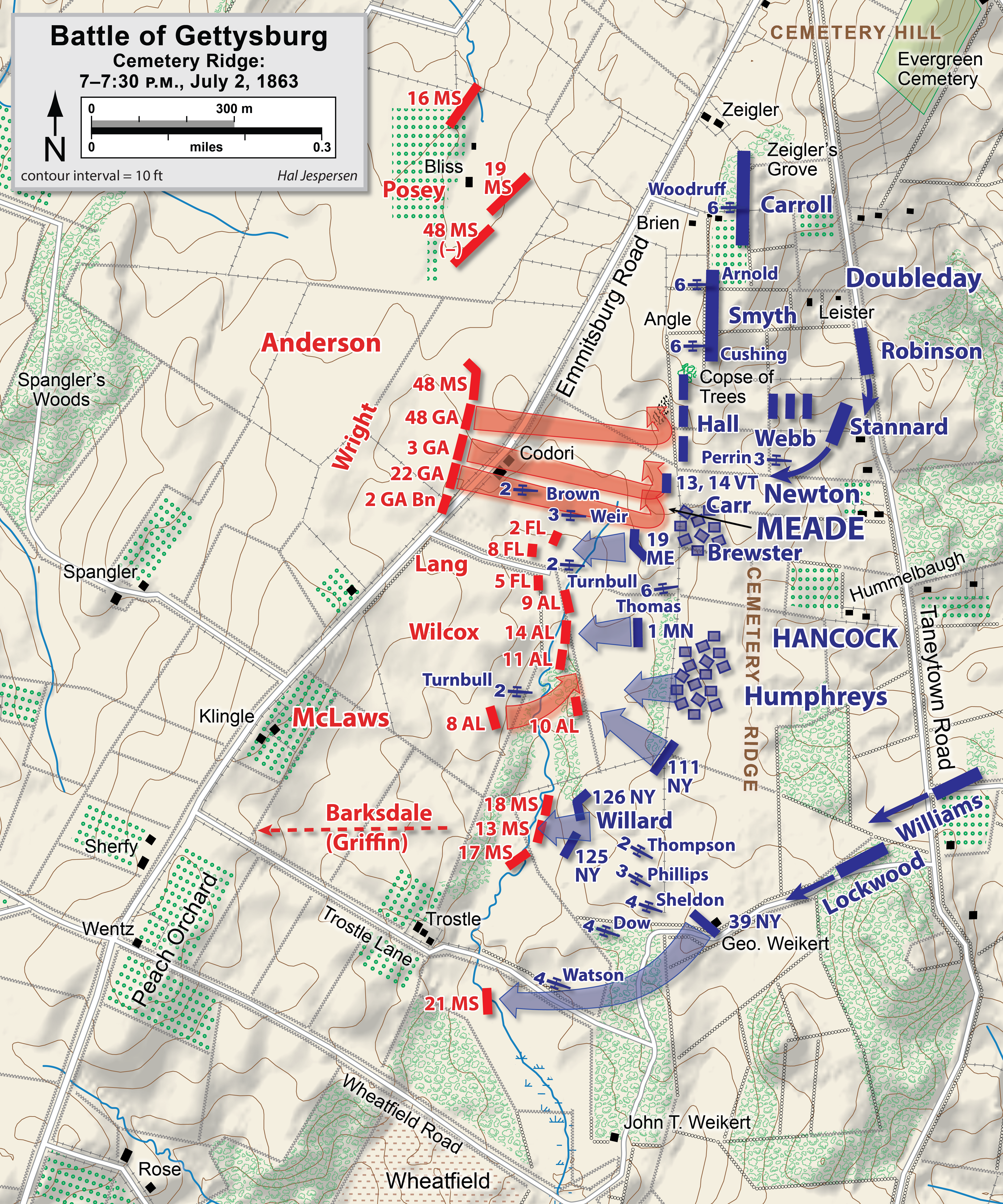
ゲティスバーグの戦い、7月2日のアンダーソン師団による攻撃

ウィルコックスの部隊は1863年夏のゲティスバーグの戦いに参戦した。2日目の7月2日、弱っていた北軍戦線へのウィルコックス部隊の突撃は、第1ミネソタ志願歩兵連隊の自殺的に勇敢な反撃に遭い食い止められた。
この戦闘の3日目で、ウェストポイント時代の同級生ジョージ・ピケット少将の突撃の時、ウィルコックス旅団はピケット師団の右側面の支援として動いた。北軍フリーマン・マックギルバリー指揮下にあったセメタリーリッジに据えられた大砲からの激しい砲火を浴びて、ウィルコックス旅団の襲撃は容易に破られ、後退を命じることになった。
ゲティスバーグでウィリアム・ペンダーが戦死したことにより、ウィルコックスは1863年8月3日付けで少将に昇進し、ヒルの第3軍団下にあるペンダー師団の指揮を任された。ウィルコックスの新しい部隊にはレインのノースカロライナ旅団、トマスのジョージア旅団、マクゴーワンのサウスカロライナ旅団およびスケイルのノースカロライナ旅団が付けられた。
戦争の残り期間、ウィルコックス師団はオーバーランド方面作戦からアポマトックス・コートハウスまで激しい戦闘に参加した。1865年のピーターズバーグ包囲戦の最終段階では、4月2日にグレッグ砦でウィルコックスの塹壕線に入った最後の抵抗により、北軍の進撃を遅らせ、ロングストリート軍が南軍の西方への撤退を遮蔽するために陣地に移動する時間を作った。

## 戦後の経歴
南北戦争が終わると、ウィルコックスはエジプト軍で准将としての指揮官職を提案されたがそれを断った。1886年、グロバー・クリーブランド大統領がワシントンD.C.における政府の鉄道局長にウィルコックスを指名し、ウィルコックスはこの職を退職まで続けた。
ウィルコックスは生涯独身を通し、兄ジョン・アレン・ウィルコックスが1865年2月に急死した後はその未亡人や幼い子供達の面倒を見た。
ウィルコックスはワシントンD.C.で66歳の時に死に、そこのオークヒル墓地に埋葬された。その棺を担いだ人の中には4人の元南軍将軍と4人の元北軍将軍が含まれ、敬意を表した。